# سلامت‌سرا
سلامت سرا، روستایی است از توابع بخش سلمانشهر شهرستان عباس‌آباد در استان مازندران ایران.

## جمعیت
این روستا در دهستان کلارآباد غربی قرار دارد و براساس سرشماری مرکز آمار ایران در سال ۱۳۸۵، جمعیت آن ۲۵۸ نفر (۶۸خانوار) بوده‌است. مردم سلامت سرا از قومیت طبری هستند مردم سلامت سرا به زبان طبری (مازندرانی) سخن می‌گویند.